# United States Capitol Complex
O Complexo do Capitólio dos Estados Unidos é um grupo de vinte edifícios e instalações (complexo de edifícios) em Washington, D.C., que são usados pelo governo federal dos Estados Unidos. Os edifícios e terrenos dentro do complexo são administrados e supervisionados pelo Arquiteto do Capitólio.

## Prédios e terrenos

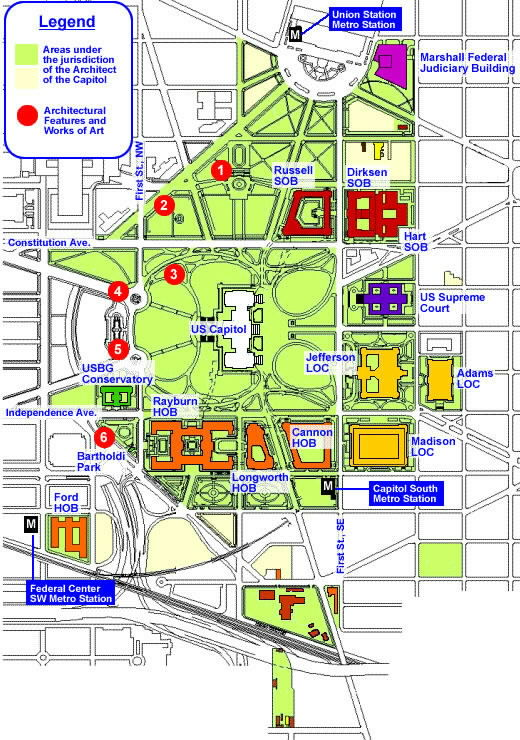
Mapa do Complexo do Capitólio dos Estados Unidos

Embora o Capitólio seja a característica central do complexo, outras partes do Complexo do Capitólio incluem:
- Edifícios de escritórios da Câmara dos Deputados
  - Prédio de escritórios Cannon House
  - Prédio de escritórios Ford House
  - Prédio de escritórios Longworth House
  - Prédio de escritórios O'Neill House
  - Prédio de escritórios Rayburn House
- Prédios de escritórios do Senado
  - Prédio do Senado de Dirksen
  - Prédio do Senado Hart
  - Prédio do Senado Russell
  - Residência da Página do Senado de Daniel Webster
- Edifícios dos Tribunais dos Estados Unidos
  - Prédio da Suprema Corte
  - Prédio do Judiciário Federal Thurgood Marshall
- Edifícios da Biblioteca do Congresso
  - Edifício John Adams
  - Edifício Thomas Jefferson
  - Edifício Memorial James Madison
- parques
  - Parque do Senado Superior
  - Parque do Senado Inferior
  - Parque Espírito de Justiça
  - Parque Bartholdi
- Jardim Botânico dos Estados Unidos
- Usina do Capitólio
- Centro de Visitantes do Capitólio
- Os terrenos do Capitólio

Além dos edifícios listados acima, vários monumentos, esculturas e outras obras de arte estão localizadas dentro e ao redor do Complexo do Capitólio. Estes incluem a Coleção National Statuary Hall e a Estátua da Liberdade, entre muitos outros.
A parte mais a oeste do terreno é o Reflecting Pool do Capitólio, que reflete o Capitólio e o Ulysses S. Grant Memorial.
Com exceção dos prédios de escritórios da Ford e O'Neill House, todos os prédios de escritórios da Câmara e do Senado dentro do Complexo do Capitólio estão ligados ao Capitólio por meio de uma rede subterrânea de transporte de túneis de pedestres.

## História

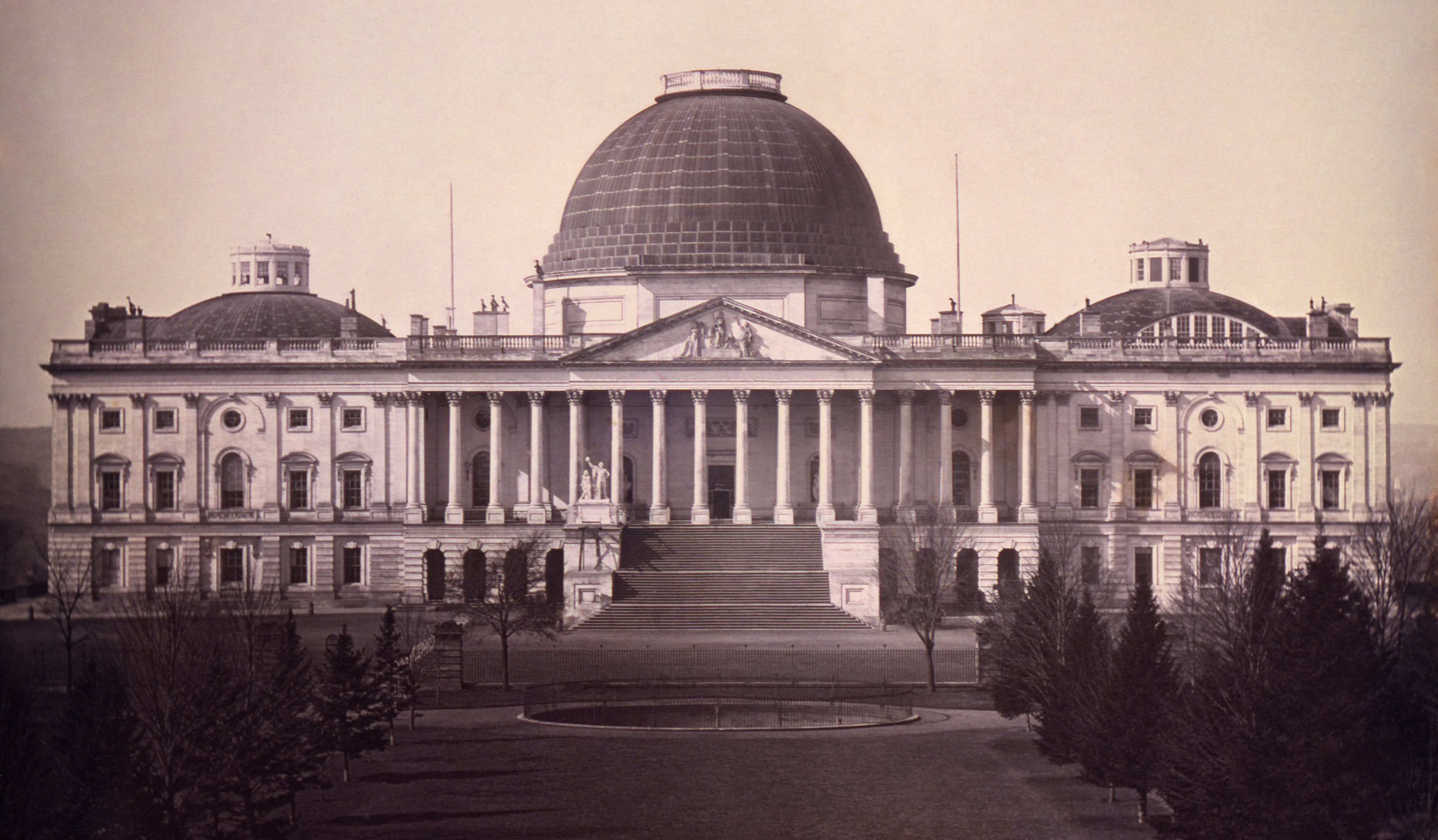
Daguerreótipo do Capitólio, c. 1846

A construção do Capitólio começou em 1792. Quando construído, era o único edifício existente para uso da legislatura do país. Além do Congresso, o prédio também foi projetado para abrigar a Biblioteca do Congresso, a Suprema Corte, os tribunais distritais e outros escritórios.
Após a conclusão do edifício e à medida que a nação crescia, também crescia o tamanho do Congresso. O Capitólio e seus terrenos foram ampliados de acordo e, em 1892, o edifício atingiu essencialmente seu tamanho e aparência atuais.
Mesmo com as ampliações, o Congresso acabou ficando grande demais para o prédio e novas instalações tiveram que ser construídas para atender às necessidades do governo. Com a mudança da Biblioteca do Congresso para seu próprio prédio em 1897 e com a construção de novos prédios de escritórios para a Câmara e o Senado no início do século 20, nasceu o Complexo do Capitólio.
Conhecidos simplesmente como "House Office Building" e "Senate Office Building" quando foram inaugurados em 1908 e 1909, o Cannon House Office Building e o Russell Senate Office Building tornaram-se os primeiros edifícios exclusivamente para uso como escritórios da Câmara dos Representantes e do Senado.

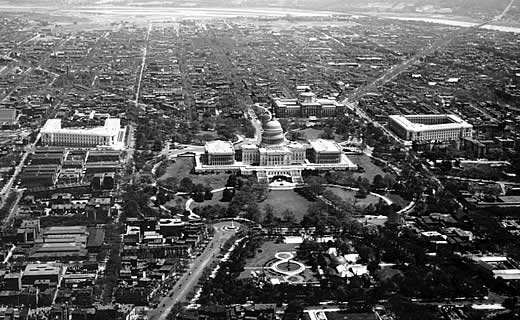
Vista aérea do Complexo do Capitólio dos Estados Unidos, c. 1923

A década de 1930 foi uma década de grandes construções dentro do crescente Complexo do Capitólio. Somente em 1933, o Conservatório do Jardim Botânico dos EUA foram concluídos; a ala First Street do Edifício do Senado, que havia sido omitida durante a construção por motivos de financiamento, foi adicionada. A Suprema Corte finalmente encontrou um lar permanente quando seu próprio prédio foi concluído em 1935. O último edifício construído dentro do complexo nesta década foi o Anexo da Biblioteca do Congresso, agora denominado Edifício John Adams, inaugurado em 1939.
Em vinte anos, a atenção voltou-se para a necessidade de mais espaço para os escritórios do Congresso; isso levou à construção de um segundo prédio para o Senado (Edifício Dirksen do Senado), que foi concluído em 1958. O terceiro edifício da Casa, o Rayburn House Office Building, foi inaugurado em 1965.

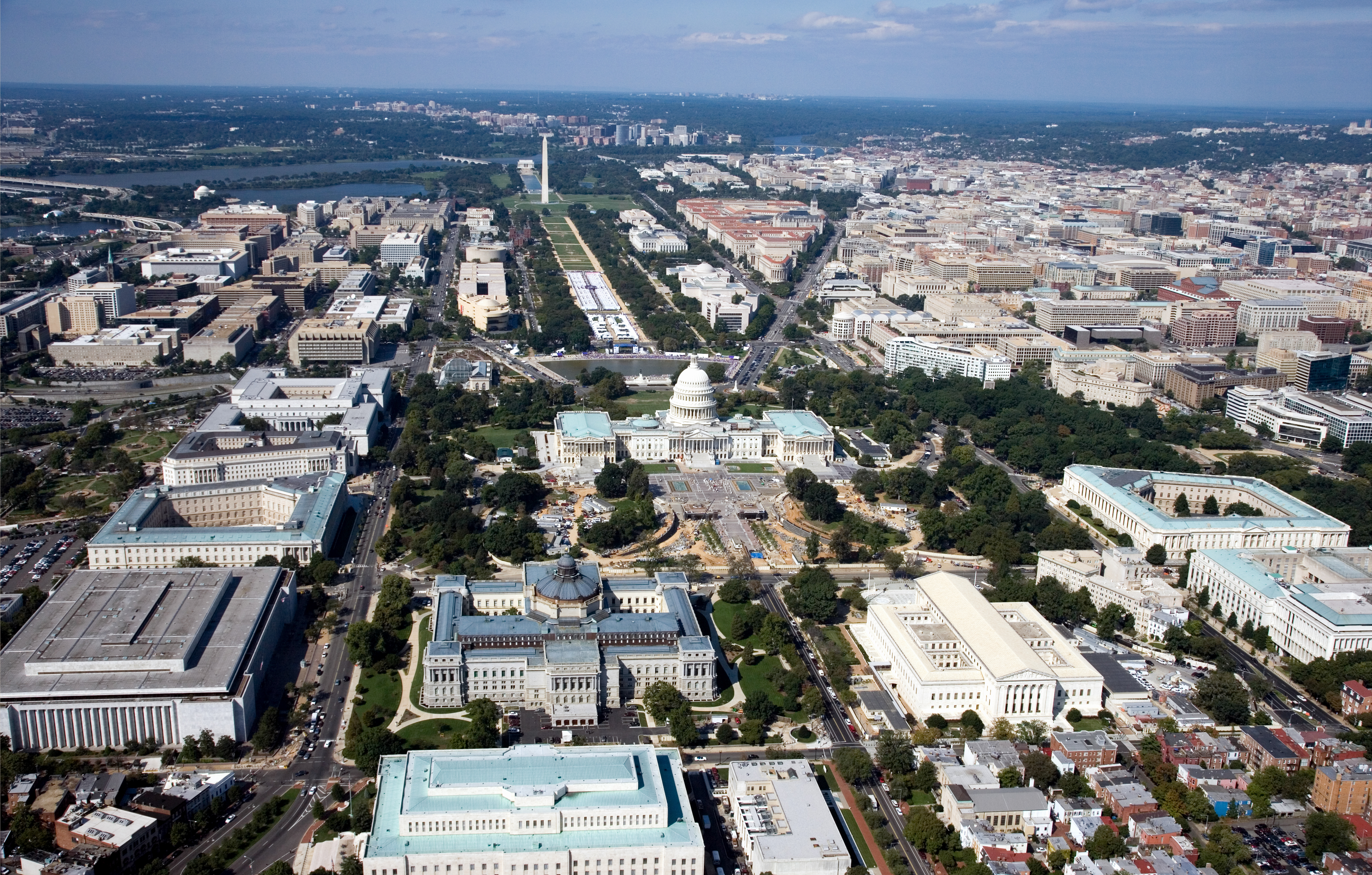
Complexo do Capitólio (em primeiro plano, 2007) olhando para o oeste em direção ao National Mall

Na década de 1970, mais dois prédios foram disponibilizados para a Câmara: o antigo Congressional Hotel, o O'Neill House Office Building (demolido em 2002) e um prédio maior originalmente construído para o Federal Bureau of Investigation (agora o Ford House Office Building). Um terceiro edifício para a Biblioteca do Congresso, o James Madison Memorial Building, foi inaugurado em 1980 e o terceiro edifício do Senado, o Hart Senate Office Building, foi ocupado em 1982. A grande estrutura mais recente dentro do complexo do Capitólio é o Thurgood Marshall Federal Judiciary Building, que foi inaugurado em 1992.
A mais nova adição ao Complexo do Capitólio é o Centro de Visitantes do Capitólio. Apesar de muitos atrasos, o Centro foi inaugurado em dezembro de 2008 e inclui uma galeria de exposições, dois teatros, um refeitório e lojas de presentes. O orçamento para a construção do centro foi de US$ 584 milhões.
Em 6 de janeiro de 2021, o Capitólio foi invadido por apoiadores do presidente Trump após uma manifestação em frente à Casa Branca. Um policial do Capitólio foi ferido e foi declarado morto um dia depois em um hospital próximo. Além disso, um dos manifestantes foi baleado e posteriormente declarado morto em um hospital próximo. Outras três mortes por emergências médicas foram relatadas, enquanto mais de cem feridos foram relatados pela Polícia do Capitólio.